# Film ecuadoriani proposti per l'Oscar al miglior film straniero
A partire dal 2001 l'Ecuador ha cominciato a presentare film all'Academy of Motion Picture Arts and Sciences che lo rappresentassero all'Oscar come miglior film di lingua straniera.
Ad oggi nessuno di questi film è rientrato nella cinquina finalista della categoria.
L'unico regista selezionato più di una volta è Sebastián Cordero, i cui film sono stati proposti nel 2005 e nel 2017.
| Anno | Film                                | Regia                           | Risultato     |
| ---- | ----------------------------------- | ------------------------------- | ------------- |
| 2001 | Sueños en la mitad del mundo        | Carlos Naranjo Estrella         | Non candidato |
| 2005 | Crónicas                            | Sebastián Cordero               | Non candidato |
| 2014 | Mejor No Hablar (de Ciertas Cosas)  | Javier Andrade                  | Non candidato |
| 2015 | Silencio en la tierra de los sueños | Tito Molina                     | Non candidato |
| 2017 | Sin Muertos No Hay Carnaval         | Sebastián Cordero               | Non candidato |
| 2018 | Alba                                | Ana Cristina Barragán           | Non candidato |
| 2019 | Un hijo de hombre                   | Jamaicanoproblem e Pablo Agüero | Non candidato |
| 2020 | La mala noche                       | Gabriela Calvache               | Non candidato |
| 2021 | Vacìo                               | Paul Venegas                    | TBD           |

| Non candidato | Il film è stato proposto per la candidatura, ma non è stato selezionato dall'Academy of Motion Picture Arts and Sciences. |
| Short-list    | Il film è entrato nella "short-list" stilata a gennaio dei nove candidati per l'Oscar al miglior film straniero.          |
| Candidato     | Il film è entrato a far parte dei cinque candidati per l'Oscar al miglior film straniero.                                 |
| Vincitore     | Il film ha vinto l'Oscar al miglior film straniero.                                                                       |